# Jenynsia onca
Jenynsia onca és una espècie de peix pertanyent a la família dels anablèpids, descrit per primera vegada el 2002.

## Descripció
- El mascle pot arribar a fer 3,9 cm de llargària màxima i la femella 3,73. Té 30 vèrtebres i 6-9 radis tous a l'aleta dorsal.
- 10 radis tous a l'aleta anal.[3][4]

## Hàbitat
És un peix d'aigua dolça, pelàgic i de clima tropical.

## Distribució geogràfica
Es troba a Sud-amèrica: afluents del curs inferior del riu Uruguai al Brasil i l'Uruguai.

## Observacions
És inofensiu per als humans.